# Mołodi (stacja kolejowa)
Mołodi (ros. Молоди) – stacja kolejowa w miejscowości Mołodi, w rejonie strugowskim, w obwodzie pskowskim, w Rosji. Położona jest na linii dawnej Kolei Warszawsko-Petersburskiej.
Kończy się tu dwutorowy odcinek linii biegnący z Lamcewa (z północy). Od Mołodi do Pskowa linia jest jednotorowa.